# ニコラ・パロワ
ニコラ・パロワ（Nicolas Pallois、1987年9月19日 - ）はフランスのサッカー選手。ポジションはDF。FCナント所属。

## 経歴
2012年6月28日、リーグ・ドゥのシャモア・ニオールFCに2年契約で移籍した。
2014年6月17日、FCジロンダン・ボルドーへ4年契約で移籍。
2017年7月、FCナントに3年契約・200万ユーロで移籍した。